# Safina Sadullayeva
Safina Sadullayeva (in russo Сафина Садуллаева?; 4 marzo 1998) è un'altista uzbeka.

## Biografia
Dopo aver conquistato il titolo di campionessa nazionale del salto in alto nel 2014, ha preso parte ai campionati asiatici U20 del 2016, dove ha raggiunto il sesto posto in classifica. L'anno successivo ha conquistato la medaglia d'argento ai Giochi asiatici indoor e di arti marziali sempre nel salto in alto, specialità nella quale ha raggiunto il quarto posto ai campionati asiatici indoor del 2018.
Nel 2020 e 2021 si è riconfermata campionessa uzbeka assoluta del salto in alto.

## Progressione

### Salto in alto
| Stagione | Misura | Luogo     | Data       | Rank. Mond. |
| -------- | ------ | --------- | ---------- | ----------- |
| 2022     | 1,97 m | Konya     | 11-8-2022  |             |
| 2021     | 1,96 m | Tashkent  | 29-5-2021  | 9ª          |
| 2020     | 1,90 m | Tashkent  | 25-12-2020 | 13ª         |
| 2019     | 1,87 m | Hong Kong | 5-5-2019   | 69ª         |
| 2018     | 1,86 m | Tashkent  | 29-9-2018  | 69ª         |
| 2017     | 1,85 m | Almaty    | 25-6-2017  | 95ª         |
| 2016     | 1,70 m | Tashkent  | 9-6-2016   | 977ª        |
| 2015     | 1,65 m | Biškek    | 21-6-2015  | n/d         |
| 2014     | 1,68 m | Şımkent   | 13-5-2014  | 1313ª       |

### Salto in alto indoor
| Stagione  | Misura | Luogo    | Data      | Rank. Mond. |
| --------- | ------ | -------- | --------- | ----------- |
| 2020/2021 | 1,86 m | Istanbul | 23-2-2021 | 43ª         |
| 2018/2019 | 1,92 m | Öskemen  | 29-1-2019 | 21ª         |
| 2017/2018 | 1,80 m | Tashkent | 16-2-2018 | 140ª        |
| 2016/2017 | 1,83 m | Aşgabat  | 18-9-2017 | 92ª         |

## Palmarès
| Anno | Manifestazione                            | Sede        | Evento        | Risultato | Prestazione | Note                                     |
| ---- | ----------------------------------------- | ----------- | ------------- | --------- | ----------- | ---------------------------------------- |
| 2016 | Campionati asiatici U20                   | Ho Chi Minh | Salto in alto | 6ª        | 1,68 m      |                                          |
| 2017 | Giochi asiatici indoor e di arti marziali | Aşgabat     | Salto in alto | Argento   | 1,83 m      |                                          |
| 2018 | Campionati asiatici indoor                | Teheran     | Salto in alto | 4ª        | 1,75 m      |                                          |
| 2021 | Giochi olimpici                           | Tokyo       | Salto in alto | 6ª        | 1,96 m      | Miglior prestazione personale            |
| 2022 | Mondiali indoor                           | Belgrado    | Salto in alto | 6ª        | 1,92 m      |                                          |
| 2022 | Mondiali                                  | Eugene      | Salto in alto | 5ª        | 1,96 m      | =                                        |
| 2023 | Mondiali                                  | Budapest    | Salto in alto | 29ª (q)   | 1,80 m      |                                          |
| 2023 | Giochi asiatici                           | Hangzhou    | Salto in alto | Oro       | 1,86 m      | Miglior prestazione personale stagionale |
| 2024 | Giochi olimpici                           | Parigi      | Salto in alto | 7ª        | 1,95 m      | =                                        |

## Campionati nazionali
- 3 volte campionessa uzbeka assoluta del salto in alto (2014, 2020, 2021)

2014
- Oro ai campionati uzbeki assoluti, salto in alto - 1,60 m

2016
- Argento ai campionati uzbeki assoluti, salto in alto - 1,70 m

2017
- Bronzo ai campionati uzbeki assoluti, salto in alto - 1,70 m

2018
- Argento ai campionati uzbeki assoluti indoor, salto in alto - 1,80 m

2019
- In finale fuori classifica ai campionati hongkonghesi assoluti, salto in alto - 1,87 m

2020
- Oro ai campionati uzbeki assoluti, salto in alto - 1,90 m

2021
- Oro ai campionati uzbeki assoluti, salto in alto - 1,96 m